# Si Sudachan
Si Sudachan, död 1548, var en thailändsk drottning, gift med kung Chairachathirat och mor till kung Yot Fa.  Hon var regent i Ayutthaya som förmyndare för sin son från 1546 till 1548. Hon ska enligt traditionen ha låtit mörda sin son för att tillsammans med sin älskare Worawongsathirat bestiga tronen, varpå de båda mördades i en palatskupp. 